# Юсуф аль-Варрак
Абу́-ль-Ка́сим Ю́суф ибн Ибрахи́м аль-Варра́к (ум. между 1098 и 1104 годами, Дербент, совр. Дагестан, Россия) — знаток хадисов, духовный глава общины шафиитов в Дербенте, имам мечети в квартале Химс.

## Биография
Его полное имя: Абу-ль-Касим Юсуф ибн Ибрахим ибн Наср аль-Хафиз аль-Баби аль-Варрак (араб. أبو القاسم يوسف بن إبراهيم بن نصر البابي الوراق‎). Он был потомком сирийских переселенцев. Долгое время жил в Багдаде, много путешествовал. Получил право на передачу трудов по хадисам своего дербентского учителя шейха Ибн Фарис аль-Ба6и (ум. во второй половине XI в.), который, в свою очередь, получил это право от раиса Джурджана аль-Муфаддала аль-Исмаили (ум в 1040 г.). Среди его учеников был Абу Бакр Мухаммад ад-Дарбанди (ум в первой половине XII в.), автор книги Райхан аль-хакаик ва-бустан ад-дакаик — одного из самых ранних суфийских сочинений на Кавказе. Из этого сочинения явствует, что Юсуф аль-Варрак также был суфием.
Аль-Варрак является автором самого раннего на Северном Кавказе богословского сочинения — Шарх аш-шихаб. Рукопись сочинения была атрибутирована лишь сравнительно недавно, а потому относится к числу совершенно неизученных. Книга представляет собой комментарий на сборник хадисов Китаб аш-Шихаб. Перу аль-Варрака также принадлежит комментарий на «И‘лям ас-сунан фи шарх Сахих аль-Бухари», написанный Абу Сулейманом аль-Бусти (ум в 998 г).
Похоронен на кладбище около цитадели Дербента.